# Drosophila guarani (artgrupp)
Drosophila guarani är en artgrupp inom släktet Drosophila och undersläktet Drosophila. Artgruppen består av två artundergrupper och 16 övriga arter, totalt 24 arter. Artgruppen beskrevs för första gången 1943 av Theodosius Dobzhansky och Crodowaldo Pavan och inkluderade då de tre nyupptäckta arterna Drosophila guarani (senare synonymiserad med Drosophila ornatifrons), Drosophila guaru och Drosophila guaramunu (senare synonymiserad med Drosophila maculifrons). Indelningen av arter inom artgruppen i artundergrupperna guaramunu och guarani gjordes redan under 40-talet men har senare ifrågasatts, bland annat efter analyser som tyder på att Drosophila griseolineata och Drosophila maculifrons inte är så närbesläktade som man tidigare trodde.

## Arter inom artgruppen

### ArtundergruppenDrosophila guaramunu
- Drosophila griseolineata
- Drosophila guaraja
- Drosophila maculifrons

### ArtundergruppenDrosophila guarani
- Drosophila guaru
- Drosophila ornatifrons
- Drosophila subbadia
- Drosophila tucumana
- Drosophila urubamba

### Övriga arter inom artgruppen
- Drosophila alexandrei
- Drosophila araucana
- Drosophila butantan
- Drosophila caxarumi
- Drosophila cuscungu
- Drosophila ecuatoriana
- Drosophila huilliche
- Drosophila limbinervis
- Drosophila misi
- Drosophila nigrifemur
- Drosophila peixotoi
- Drosophila pichinchana
- Drosophila quinarensis
- Drosophila quitensis
- Drosophila sachapuyu
- Drosophila zamorana